# Let Paul Robeson Sing
Let Paul Robeson Sing ist ein Jazzalbum von Joe McPhees „Bluette“. Die am 4. und 5. September 2001 entstandenen Aufnahmen erschienen 2002 auf CIMP.

## Hintergrund
McPhee nahm dieses Album mit seinem Quartett „Bluette“ auf, zu dem neben ihm Joe Giardullo als weiterer Bläser und die Bassisten Michael Bisio und Dominic Duval gehörten. In seinen Artist’s Notes betonte McPhee, dass diese Aufnahme „kein Jazz“ sei, sondern „eine Hommage an einen amerikanischen Helden“, an den Sänger und Bürgerrechtler Paul Robeson. Aus dessen Repertoire stammen auch die Songs Water Boy (1934), Deep River (11927) und Ol’ Man River (1938); diese band McPhee in seine solistische, Medley-artige Schlussnummer „Epitaph“ ein. Der Titel der Episode II: „Peekskill“, spielt an auf ein in diesem Ort geplantes Konzert von Robeson am 27. August 1949, das vom KuKluxKlan mit gewalttätigen Angriffen auf Afroamerikaner verhindert und am 4. September 1949 dann nachgeholt wurde; nach dem Konzert kam es unter den Augen der Polizei wiederum zu Angriffen auf die Konzertbesucher.

## Titelliste

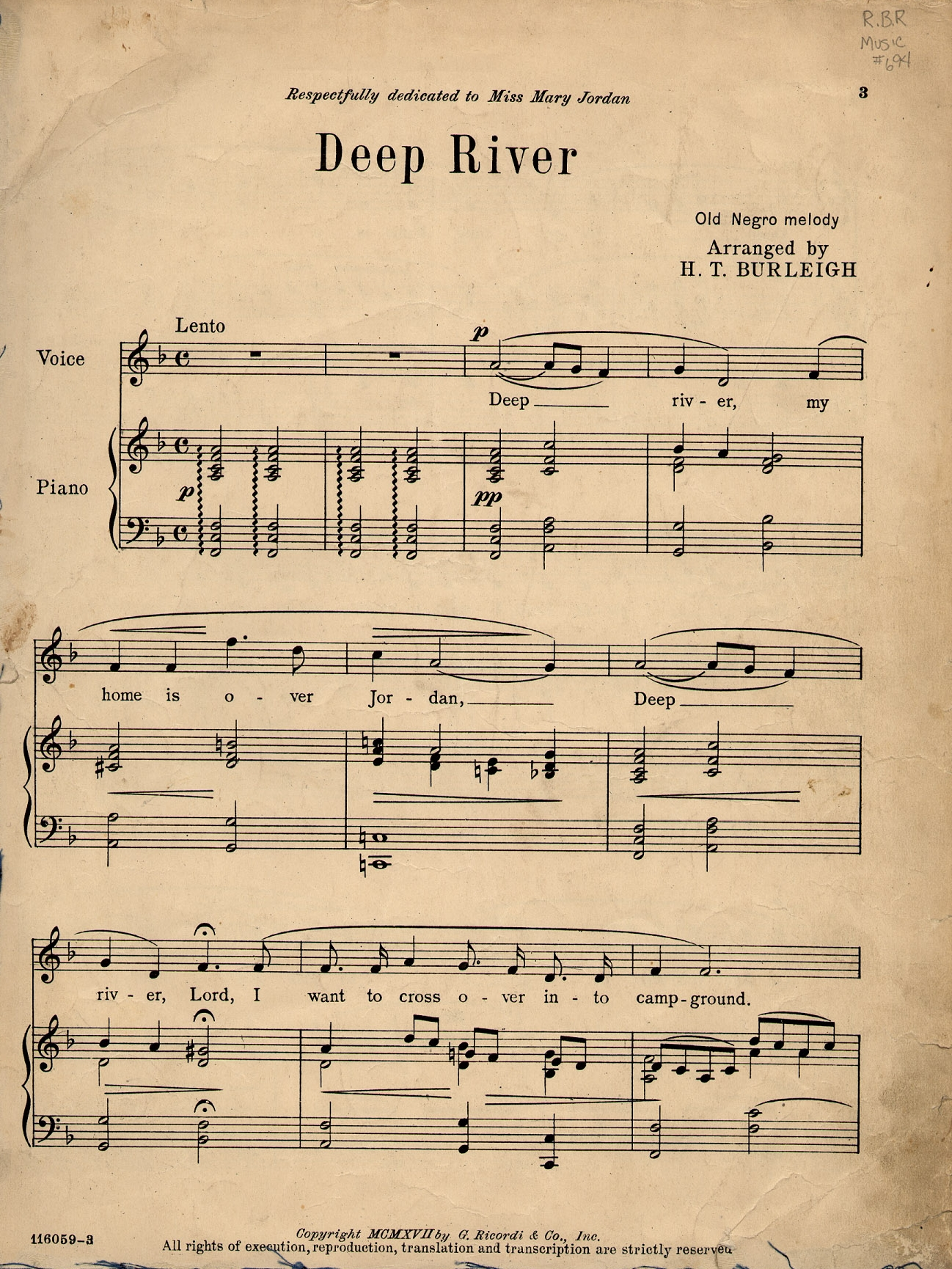
Deep River (Sheet Music)

- Joe McPhee’s Bluette – Let Paul Robeson Sing (CIM 257; Spirit Room Series – Vol. 140)[1]

Episode I: Renaissance

1  Harlem Spiritual 21:25

Episode II: Peekskill (1949)

2  1st Movement: Prelude 4:41

3  2nd Movement: August 27th 5:54

4  3rd Movement: September 4th 7:03

Episode III: For Paul 

5  Here I Stand 11:23

6  At the Peace Arch 10:32

Episode IV: Epitaph 

7  Water Boy (Traditional) / Deep River (Traditional) / Ol’ Man River (Traditional) 8:57
Wenn nicht anders vermerkt, stammen die Kompositionen von Joe McPhee.

## Rezeption
Richard Cook und Brian Morton zeichneten das Album mit drei Sternen aus und schrieben in der sechsten Auflage des Penguin Guide to Jazz, „Ol’ Man River“ sei klug am Ende versteckt, McPhees Neuschaffung eines echten amerikanischen Helden intensiv, aufrichtig und wirklich bewegend, und seine Band stehe bei jedem Schritt direkt hinter ihm, wobei Giardullo besonders wirkungsvoll agiere.
Steve Loewy verlieh dem Album in Allmusic vier Sterne und schrieb, letztlich sei es egal, ob man dieses wunderschön gemachte Album „Jazz“ nenne oder nicht und ob man Paul Robeson für einen Helden halte. Die starken Emotionen und die zutiefst bewegende Musikalität, die auf Let Paul Robeson Sing zu finden seien, stünden außer Frage, so der Autor. Mit seiner etablierten Gruppe „Bluette“ kreiere der Saxophonist eine Art Collage, in der frei improvisierte Passagen mit Melodiestücken des Sängers kollidieren. Es gebe zwar durchweg Schnipsel von erkennbaren Melodien, aber es seien McPhees bemerkenswerte Improvisationen und seine Verschmelzung mit seinem langjährigen Mitarbeiter Joe Giardullo, die herausragen würden, da die beiden Spieler fast wie einer auftreten.